# Anderson Bruford Wakeman Howe (album)
Anderson Bruford Wakeman Howe is het titelloze album van de Britse progressieve rockgroep Anderson Bruford Wakeman Howe uit 1989.

## Single van dit album
- Brother of mine